# Verna Cook Salomonsky

Verna Cook Salomonsky, Residenz in New York (Bundesstaat)

Verna Cook Salomonsky Shipway (* 19. Oktober 1888 in Spokane, USA; † 1978 in La Jolla, Kalifornien, USA) war eine amerikanische Architektin.

## Leben und Werk
Cook Salomonsky war die Tochter eines Zeitungsredakteurs und einer Konzertsängerin. Nachdem sie 1908 ihren Abschluss an der Spokane High School gemacht hatte, schickte ihre Familie sie und ihre Schwester nach Boston, wo sie ein Jahr lang an der Commonwealth Avenue School for Young Ladies studierten. Anstatt das Wellesley College in der Nähe von Boston zu besuchen, reisten sie und eine Cousine, Louise Jarecka, nach Paris, wo sie sich an der École Spéciale d’Architecture in Paris einschrieb und dort von 1909 bis 1911 studierte. Am Ende ihres zweiten Jahres ging ihr das Geld aus und sie musste in die Vereinigten Staaten zurückkehren. In Salem (Oregon) arbeitete sie von Ende 1911 bis Mitte 1914 bei dem Staatsarchitekten William C. Knighton und hatte danach ausreichend Geld gespart, um nach Paris zurückzukehren und ihre Ausbildung fortzusetzen. Als jedoch im August 1914 der Erste Weltkrieg begann und die École Spéciale d’Architecture geschlossen wurde, besuchte sie die Columbia University. Es ist nicht bekannt, ob sie einen Abschluss an der Columbia University gemacht hat. 1915 wurde sie an der Universität für ihre Skizze einer Tür zu einer Grabkammer belobigt und gewann den dritten Platz für den Loeb-Preis der Society of Beaux Arts Architects.
Von 1916 bis 1919 war sie als Junior-Architektin bei Dwight James Baum in New York City angestellt und arbeitete 1917 mehrere Monate freiberuflich für Howard Major und 1918 für Electus D. Litchfield.

## Architekturbüro in Manhattan
1919 heiratete sie Edgar Salomonsky und gründete 1920 mit ihm ein Architekturbüro, Edgar Salomonsky und Verna Cook Salomonsky, mit einem Büros in der Lexington Avenue in Manhattan. Ihre Firma spezialisierte sich auf Häuser im georgianischen, kolonialen und englischen Stil, von denen sie viele in einem Vorort von Westchester County, nicht weit nördlich von New York City, bauten. Einer ihrer Hauspläne wurde 1921 in eine Zusammenstellung preisgekrönter Pläne aufgenommen und 1928 gewannen sie den zweiten Preis bei einem Hauswettbewerb, der von der Zeitschrift House Beautiful gesponsert wurde. Gemeinsam veröffentlichten sie im Metropolitan Museum of Art einen Möbelkatalog mit Zeichnungen von Möbelstilen.
In den frühen 1920er Jahren begann Cook Salomonsky Artikel über Wohndesign zu schreiben, beispielsweise über die Anordnung von Servicebereichen und Platzersparnis, für die Zeitschrift House and Garden und andere Wohnmagazine. Nach dem Selbstmord ihres Mannes 1929 führte sie ihre Firma weiter, die sie in Verna Cook Salomonsky, Architect umbenannte. Sie entwarf zahlreiche Häuser in den Vororten von New York City. 1930 wurde sie als Architektin im Bundesstaat New York registriert und zwei Jahre später wurde sie eingetragene Architektin in Connecticut und Pennsylvania. Ihre Aufträge reichten von einem 100.000-Dollar-Haus mit zwanzig Zimmern bis zu einem Kinderspielhaus am Seeufer, aber ein Haus mit zehn Zimmern hatte die typische Größe ihrer Projekte.
Während dieser Zeit war Salomonsky als Architekturkritikerin an der School of Design for Women in Philadelphia und an der New York School of Interior Decoration tätig. Sie veröffentlichte 1931 eine Studie über amerikanische Möbel, Masterpieces Of Furniture Design. 1935 wählte House and Garden Cook Salomonsky aus, um ein erstes Ideal House zu entwerfen, und veröffentlichte ihre Pläne in der Juli-Ausgabe 1935. Das Ideal House wurde in der Taunton Road im Berkley-Viertel von Scarsdale, New York, gebaut und kostete 25.000 US-Dollar. Die Ausgaben von House and Garden vom April und Mai 1936 dokumentierten den Bauprozess, die Material- und Strukturspezifikationen sowie die Innenausstattung im Detail. Das Haus war bis Juni 1936 für die Öffentlichkeit zugänglich.
Für die New Yorker Weltausstellung 1939 entwarf Cook Salomonsky ein Garden Home, das viele der traditionellen Details und die innovative Planung ihrer Vorstadthäuser aufwies.

## Tätigkeiten während und nach dem Zweiten Weltkrieg
Im Juni 1939 schloss Cook Salomonsky ihr Architekturbüro, da sie wegen starker Überanstrengung der Augen sich aus der Architekturpraxis zurückzog. Sie ging nach Frankreich, um dort zu leben, aber der Ausbruch des Zweiten Weltkriegs am 1. September 1939 zwang sie, in die Vereinigten Staaten zurückzukehren. Kurz nach ihrer Rückkehr heiratete sie 1939 den in Princeton ausgebildeten Architekturingenieur und Amateurfotografen Warren Butler Shipway.
Während des Krieges lebte sie mit ihm in Washington, D.C., wo ihr Ehemann für die Lend Lease Administration arbeitete. Sie arbeitete als Freiwillige in den American Women’s Voluntary Services und im letzten Kriegsjahr im Arts and Skills Corps des Roten Kreuzes und unterrichtete verletzte Soldaten in Kunst und Decoupage.
Als der Krieg 1945 endete, zog sie mit ihrem Ehemann nach London, wo ihr Ehemann ein Jahr lang von der amerikanischen Botschaft für die Lend Lease Administration eingesetzt wurde. Während ihres Aufenthalts in London war sie nicht berufstätig, da ihr Pass nicht ihre Berufsbezeichnung enthielt. 1947 zogen sie nach Los Angeles, wo ihr Ehemann eine Stelle als Hypothekenanlageberater bei einem amerikanischen Finanzdienstleistungsunternehmen bekommen hatte. Sie wollte ihre Architektenregistrierung nach Kalifornien verlegen, was eine Prüfung und die Dokumentation ihrer beruflichen Aktivitäten seit 1937 beinhaltete. Es gibt jedoch keine Aufzeichnungen darüber, dass sie Dokumente eingereicht hat oder eine eingetragene Architektin in Kalifornien wurde.
Sie entwarf für sich in der Gegend von Brentwood in Los Angeles ein Haus, eine bescheidenere Version der traditionellen Häuser, die sie vor dem Krieg entworfen hatte. Das Haus hatte eine Fassade mit Gitterwerk, die an das Gartenhaus auf der Weltausstellung 1939 erinnerte. 1957 zog sie mit ihrem Mann nach Rancho Santa Fe und entwarf dort zwei Häuser im spanischen Kolonialstil, 1957 das Ryway House und 1959 das Ryan House, zwei der einzigen Gebäude aus den späteren Jahren ihrer Karriere.

## Bücher über mexikanisches Wohndesign
1958 und 1959 besuchte sie mit ihrem Mann Freunde in Cuernavaca in Mexiko, wo sie Bücher über mexikanische Häuser veröffentlichten. Ihr Ehemann dokumentierte den Bau von Häusern und machte Fotos, während sie die Planung und Gestaltung notierte und Skizzen zeichnete. Zusammen veröffentlichten sie fünf Bücher über mexikanische Architektur und Design. Die Bücher waren in den Vereinigten Staaten, Kanada und Mexiko verbreitet und einige wurden mehrmals nachgedruckt.
Nach dem Tod ihres Ehemannes 1972 zog sie nach La Jolla, wo sie 1978 starb.
In einem Artikel in der New York Times aus dem Jahr 1937 wurde als Maß für ihre Leistungen erwähnt, dass sie die einzige Frau war, die in die Architectural League of New York aufgenommen worden war, nachdem sie 1934 eingeladen worden war, Mitglied zu werden.
Ihre Archive befinden sich heute an der University of California in San Diego. Das von ihr 1940 entworfene Dwight und Kate Wade House in Sevierville in Tennessee wurde 1997 in das Nationale Register historischer Stätten aufgenommen.

## Veröffentlichungen (Auswahl)
- Putting the Service Entry to Work. House and Garden, January 1922, S. 51.
- The House Beautiful, Yesterday and To-Day. House Beautiful, August 1930.
- Bird House Architecture: A Bird’s Eye View of the Comfortable Well Designed House. House Beautiful, März 1931.
- Phyfe Table a Family Heirloom. Furniture Manufacturer, September 1931, S. 32–33.
- Favorite Features: Dormer Window, Country House; View and Measured Drawings. Architecture 64, Dezember 1931, S. 363–64.
- Circular Stairs. House and Garden, Januar 1938, S. 33–36.
- Masterpieces of Furniture in Photographs and Measured Drawings: Third Edition. Dover Publications, 2016, ISBN 978-0-486-21381-1.
- mit Edgar Salomonsky: An Exemplar Antique Furniture Design: A Collection of Measured Drawings of Furniture in the Metropolitan Museum of Art. Periodical Publishing Co., 1923.
- mit Edgar Salomonsky: Measured Drawings of American Maple Table and American Walnut Highboy. Architectural Forum, January/February 1923.
- mit Warren Shipway: The Mexican House: Old and New. New York: Architectural Book Publishing Co., 1960. Reprint, Architectural Book Publishing Co., 1991; Santa Monica, Calif.: Hennessey and Ingalls, 2007.
- mit Warren Shipway: Mexican Interiors. New York: Architectural Book Publishing Co., 1962. Reprint, Architectural Book Publishing Co., 1991 Santa Monica, Calif.: Hennessey and Ingalls, 2007.
- mit Warren Shipway: Mexican Homes of Today. New York: Architectural Book Publishing Co., 1964. Reprint, Architectural Book Publishing Co., 1990.
- mit Warren Shipway: Decorative Design in Mexican Homes. New York: Architectural Book Publishing Co., 1966. Reprint, Architectural Book Publishing Co., 1991.
- mit Warren Shipway: Houses of Mexico: Origins and Traditions. New York: Architectural Book Publishing Co., 1970. Reprint, Architectural Book Publishing Co., 1991